# 福泉城墙
26°42′26″N 107°30′11″E / 26.70722°N 107.50306°E
福泉城墙位于中国贵州省黔南布依族苗族自治州福泉市，2001年被列为第五批全国重点文物保护单位。
福泉于明洪武二十四年（1391年）始建土墙，十年后改为石墙，周长4800米，高7米，厚3米，设东西南北四门。正统年间苗民暴动，福泉被围，城内缺水，人马多渴死。成化年间在西北靠近河边建小西门。万历三十一年（1603年）再遭围城，城墙外被封锁，取水仍困难。战后扩建水城，将一小段河流围入城中，城墙跨越河流处采用石拱桥的形式，桥上建垛墙，桥孔设铁栏闸门，战时可放闸，彻底解决水源问题。